# Famille Gore (Irlande)
Cette page explique l’histoire ou répertorie les différents membres de la famille Gore.
La famille Gore est une famille subsistante de la noblesse britannique, originaire du comté de Mayo. Elle s'est distinguée par les fonctions politiques et militaires occupées par ses membres.
Elle a été illustrée par William Ormsby-Gore, 4e baron Harlech, secrétaire d'État aux Colonies (1885-1964).

## Histoire
La famille Gore est une des principales famille d'Irlande originaire du comté de Mayo, puis s'est également implantée dans le comté de Donegal et dans le comté de Sligo.
Le famille s'est divisée en plusieurs branches, la branche aînée obtient le titre de baronnet Gore de Magherabegg et se maintient en Irlande au côté d'une de ses branches qui est titrée comte d'Arran. Les baronnets Gore de Magherabegg sont aujourd'hui installé en Australie.
La branche des comtes d'Arran possède un rameau qui s'installe en Grande-Bretagne et qui est titrée baron Harlech. Ce rameau ajoute à son nom celui de « Ormsby » pour « Ormsby-Gore » par une licence royale de 1815 en référence à la famille de l'épouse de William Gore (1779-1860),.
Il existe également une autre branche, qui descend des baronnet Gore de Magherabegg, qui sera titrée baronnet Gore de Newtown et qui ajoute à son nom celui de « Booth » pour « Gore-Booth » par une licence royale du 30 août 1804 en référence à la famille Booth dont elle descend.
Il existe enfin une dernière branche qui ajoute à son nom pour celui de « Langton » pour « Gore-Langton » par une licence royale de 1783 en référence au testament du beau-père de William Gore (1760-1847), Joseph Langton. Elle prend plus tard le nom de « Temple-Gore-Langton » par une licence royale du 12 mars 1892 lorsqu'elle hérite du titre de comte Temple de Stowe en 1889.

## Personnalités

### Baronnet de Magherabegg
- Paul Gore, 1er baronnet de Magherabegg (1567-1659), homme politique, fils de Gerard Gore ;
- Ralph Gore, 2e baronnet de Magherabegg (1597-1661), homme politique, fils du précédent ;
- William Gore, 3e baronnet de Magherabegg (?-1700), homme politique et juriste, fils du précédent ;
- Ralph Gore, 4e baronnet de Magherabegg (1675-1732), homme politique, fils du précédent ;
- Ralph Gore, 1er comte de Ross (1725-1802), homme politique et militaire, fils du précédent.

### Comte d'Arran
- Arthur Gore, 1er baronnet de Newtown (1640-1697), homme politique, fils de Paul Gore, 1er baronnet de Magherabegg ;
- Arthur Gore, 2e baronnet de Newtown (1685-1742), homme politique, fils du précédent ;
- Arthur Gore, 1er comte d'Arran (1703-1773), homme politique et militaire, fils du précédent ;
- Arthur Gore, 2e comte d'Arran (1734-1809), homme politique, fils du précédent ;
- Arthur Gore, 3e comte d'Arran (1761-1837), homme politique, fils du précédent ;
- Philip Gore, 4e comte d'Arran (1801-1881), homme politique et diplomate, neveu du précédent ;
- Arthur Gore, 5e comte d'Arran (1839-1901), homme politique, fils du précédent ;
- Mabell Gore (1866-1956), courtisane, fille du précédent ;
- Arthur Gore, 6e comte d'Arran (1868-1958), homme politique, frère de la précédente ;
- Arthur Gore, 7e comte d'Arran (1903-1958), homme politique, fils du précédent ;
- Arthur Gore, 8e comte d'Arran (1910-1983), homme politique, frère du précédent ;
- Arthur Gore, 9e comte d'Arran (1938-), homme politique, fils du précédent ;
- Cecilia Gore (1785-1873), courtisane, fille d'Arthur Gore, 2e comte d'Arran ;
- Charles Gore (1793-1869), homme politique, fils d'Arthur Gore, 2e comte d'Arran ;
- Spencer Gore (1850-1906), sportif, petit-fils d'Arthur Gore, 2e comte d'Arran ;
- Spencer Gore (1878-1914), peintre, fils du précédent ;
- Charles Gore (1853-1932), homme d'église, oncle du précédent.

### Baron Harlech
- John Ormsby-Gore, 1er baron Harlech (1816-1864), homme politique, fils de William Ormsby-Gore ;
- William Ormsby-Gore (2e baron Harlech (1819-1904), homme politique, frère du précédent ;
- George Ormsby-Gore, 3e baron Harlech (1855-1938), fils du précédent ;
- William Ormsby-Gore, 4e baron Harlech (1885-1964), homme politique et militaire, fils du précédent ;
- David Ormsby-Gore, 5e baron Harlech (1918-1985), homme politique, militaire et diplomate, fils du précédent ;
- Francis Ormsby-Gore, 6e baron Harlech (1954-2016), homme politique, fils du précédent ;
- Jasset Ormsby-Gore, 7e baron Harlech (1986-), homme politique, fils du précédent.

### Baronnet d'Artarman
- Constance Gore (1868-1927), femme politique, fille de Sir William Gore-Booth, 5e baronnet d'Artarman ;
- Eva Gore-Booth (1870-1926), écrivaine, sœur de la précédente ;
- Paul Gore-Booth, baron Gore-Booth (1909-1984), homme politique et diplomate, neveu de la précédent.

### Comte Temple de Stowe
- William Temple-Gore-Langton, 4e comte Temple de Stowe (1847-1902), homme politique, fils de William Gore-Langton ;
- Algernon Temple-Gore-Langton, 5e comte Temple de Stowe (1871-1940), homme politique et militaire, fils du précédent ;
- Chandos Temple-Gore-Langton, 6e comte Temple de Stowe (1909-1966), homme politique et militaire, neveu du précédent ;
- Ronald Temple-Gore-Langton, 7e comte Temple de Stowe (1910-1988), homme politique et militaire, frère du précédent ;
- Grenville Temple-Gore-Langton, 8e comte Temple de Stowe (1924-2013), homme politique, cousin du précédent ;
- James Temple-Gore-Langton, 9e comte Temple de Stowe (1955-), homme d'affaires, fils du précédent.

## Titres et armoiries

### Titres
- Comte Temple de Stowe (17 septembre 1822)[6]
(Pairie du Royaume-Uni)
- Comte d'Arran (12 avril 1762)[7]
(Pairie d'Irlande)
  - Vicomte Sudley (15 août 1758)[8]
(Pairie d'Irlande)
  - Baron Sudley (7 novembre 1884)[9]
(Pairie du Royaume-Uni)
  - Baron Saunders (15 août 1758)[10]
(Pairie d'Irlande)
  - Baronnet Gore de Newtown (10 avril 1662)[11] (baronnetage d'Irlande)
- Comte de Ross (4 janvier 1772)[12]
(Pairie d'Irlande)
  - Vicomte Bellisle (25 août 1768)[13]
(Pairie d'Irlande)
  - Baron Gore (30 juin 1764)[10]
(Pairie d'Irlande)
  - Baronnet Gore de Magherabegg (2 février 1622)[11] (baronnetage d'Irlande)
- Baron Gore-Booth (2 juillet 1969)[14]
(Pairie à vie)
- Baron Harlech (14 janvier 1876)[15]
(Pairie du Royaume-Uni)
- Baron Annaly (23 septembre 1789)[10]
(Pairie d'Irlande)
- Baron Annaly (17 janvier 1766)[10]
(Pairie d'Irlande)
- Baronnet Gore d'Artarman (30 août 1760)[11]
(baronnetage d'Irlande)

### Armoiries

Gore

Gore-Booth

Gore-Langton

Temple-Gore-Langton

Ormsby-Gore

« De gueules à la fasce accompagnée de trois croisettes recroisetées au pied fiché, le tout d'or. »

« Écartelé : aux I et IV, de gueules à la fasce accompagnée de trois croisettes recroisetées, le tout d'or, qui est de Gore ; aux II et III, de gueules à la bande accompagnée de six croisettes recroisetées, le tout d'or, qui est d'Ormsby. »

« Écartelé : aux I et IV, contre-écartelé de sable et d'or, à la bande d'argent brochante, qui est de Langton ; aux II et III, de gueules à la fasce accompagnée de trois croisettes recroisetées au pied fiché, le tout d'or, qui est de Gore. »

« Écartelé : aux I et IV, contre-écartelé de sable et d'or, à la bande d'argent brochante, qui est de Langton ; au II, de gueules à la fasce accompagnée de trois croisettes recroisetées au pied fiché, le tout d'or, qui est de Gore ; au III, contre-écartelé : aux I et IV, d'or à l'aigle de sable ; aux II et III, d'argent à deux fasces de sable chargées chacune de trois martlets d'or, qui est de Temple. »

« Écartelé : aux I et IV, de gueules à la fasce accompagnée de trois croisettes recroisetées au pied fiché, le tout d'or, qui est de Gore ; aux II et III, de gueules à la bande entre six croisettes recroisetées en orle, le tout d'or, qui est d'Ormsby. »

## Généalogie
Cet arbre généalogique représente la lignée agnatique, par conséquent seul la descendance patronymique est développée.